# 스탠리 앤드루스
스탠리 앤드루스(Stanley Andrews, 1891년 8월 28일~1969년 6월 23일)는 미국의 배우이다.

## 영화
- 먼지 속의 별 (1956년)
- 텍사스 결사대 (1955년)
- 용감한 린티 (1954년)
- 위험한 횡단 (1953년)
- 형제는 용감했다 (1953년)
- 배드 앤 뷰티 (1952년)
- 레몬 드롭 키드 (1951년)
- 슈퍼맨과 모울맨 (1951년) - 보안관 역
- 라이딩 하이 (1950년)
- 서부의 두 깃발 (1950년)
- 론 레인저 - 49년 시리즈 (1949년)
- 룩 포 더 실버 리닝 (1949년)
- 어 소던 양키 (1948년) - 시크릿 서비스 에이전트 역
- 스테이트 오브 더 유니온 (1948년)
- 페일페이스 (1948년)
- 미스터 브랜딩스 (1948년) - 미스터 머피 역
- 스케어드 투 데스 (1947년)
- 디자이어 미 (1947년) - 에밀 역
- 틸 더 클라우즈 롤 바이 (1946년)
- 웨이크 업 앤 드림 (1946년)
- 유토피아로 가는 길 (1946년)
- 아틀란틱 시티 (1944년)
- 센세이션스 오브 1945 (1944년)
- 폴로우 더 보이즈 (1944년)
- 백만인의 음악 (1944년)
- 딕시 (1943년)
- 크래쉬 다이브 (1943년)
- 리비아 상륙작전 (1942년)
- 더 플릿츠 인 (1942년)
- 웨스트 포인트에서 온 열 명의 신사 (1942년)
- 마이 갤 샐 (1942년)
- 타임 아웃 포 리듬 (1941년)
- 라스베가스 나이츠 (1941년)
- 존 도우를 찾아서 (1941년)
- 파랑새 (1940년)
- 그린 호넷 (1940년)
- 자니 아폴로 (1940년)
- 브릭햄 영 (1940년)
- 메릴랜드 (1940년)
- 서부의 사나이 (1940년)
- 쾌걸 조로 (1940년)
- 레이디스 프럼 켄터키 (1939년)
- 보 게스티 (1939년)
- 스미스씨 워싱톤 가다 (1939년)
- 론 레인저 (1938년)
- 쉐인 온, 하베스트 문 (1938년)
- 알렉산더의 랙타임 밴드 (1938년)
- 켄터키 (1938년)
- 대뉴욕 (1938년)
- 더블 오어 노씽 (1937년)
- 정복자 (1937년)
- 내 사랑 시카고 (1936년)
- 평원의 사나이 (1936년)
- 십자군 (1935년)
- 미시시피 (1935년)
- 더 빅 브로드캐스트 오브 1936 (1935년)
- 프라이빗 월드 (1935년)
- 컬리 탑 (1935년)
- 로마 스캔달 (1933년)